# Myromeus
Myromeus es un género de escarabajos longicornios de la tribu Acanthocinini.

## Especies
- Myromeus fulvonotatus (Fisher, 1925)
- Myromeus gilmouri Breuning, 1962
- Myromeus immaculicollis Heller, 1924
- Myromeus luzonicus Fisher, 1925
- Myromeus subpictus Pascoe, 1864